# チカソワン事件
チカソワン事件（チカソワンじけん）（南勢アミ語：U micidekay a demak nu Cikasuan）、（台湾語:七脚川事件）は、1908年(明治41年)12月、日本統治時代の台湾花蓮港庁チカソワン社（現在の花蓮県吉安郷）で発生した、台湾原住民アミ族の暴動事件である。日本の官憲の基での待遇に不満を抱いたアミ族が蜂起するものの、鎮圧された。

## 背景

### 理番政策の転換

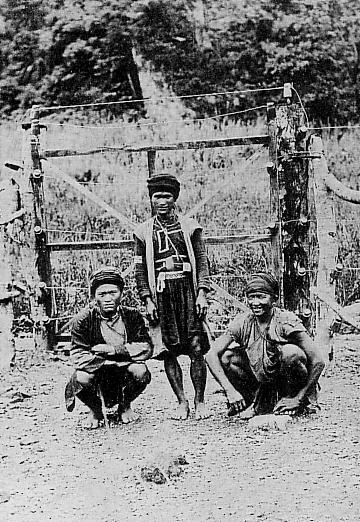
原住民との境界線に設けられた隘勇線

日本統治時代、台湾原住民は清朝が用いた「以蕃治蕃」（蕃をもって蕃を治める）政策そのままの形で管理されていた。警察は「隘勇線」を山地と平野の境界線に設置して、山地民族の侵入を防ぎ、平地の住民の安寧を計った。1898年から1904年にかけて台東庁長をつとめた相良長綱の任期中、山地に居住するタロコ族に対する日本の統治は温順であり、タロコ族は勢力を拡大した。日本当局はタロコ族に対して「以蕃制蕃」策略を用い、花蓮平原に居住するアミ族を、タロコ族に対する警備員「隘勇」として雇っていた。
日露戦争以前、日本当局は台湾山岳地帯を積極的に開発し、樟脳などの物資を生産させ、隘勇線を大幅に進展させた。だが相良長綱の死去後、後任者の森尾茂助は、相良治世の台湾原住民（当時の名称は「生蕃」）に対する温順な統治から、強硬的な統治に路線変更する。その最中、日本の政商・賀田組の樟脳製造現場において、賃金トラブルから多数の日本人がタロコ族に殺害される「ウイリー事件」が発生する。
事件を受けた当局は1907年、花蓮港の北方にウイリー隘勇線を新設し、タロコ族木瓜蕃（花蓮渓支流、木瓜渓の流域の木瓜山近隣に住むタロコ族）の南下を阻止した。ウイリー線には120名、バトラン線には80名が隘勇（警備員）の配置についていた。その任務には、現在の花蓮市周辺に居住する南勢アミ七社のアミ族が担当したが、その中で最大の人口を誇るチカソワン社は最も出勤回数が多い関係から多量の火薬を有し、先年の日本当局によるタロコ族討伐の失敗を見て取った経験から日本軍の戦闘力を軽視する傾向があった。時の警察本署長ならびに蕃務課長だった大津麟平はこの認識に鑑み、チカソワン社に理蕃政策を取り入れるべきと考えていた。

## 事件の経過

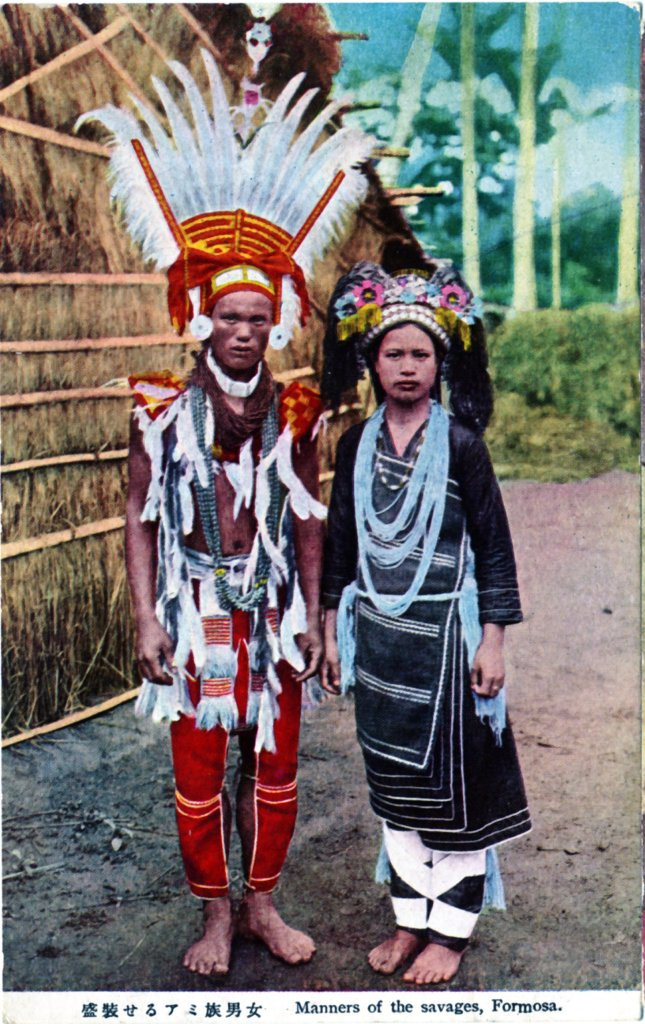
日本統治時代に撮影された、南勢アミの男女。豊年祭などハレの日の衣装である

### 待遇への不満
チカソワン社の住人は日本当局から「タロコ族の監視」の業務を請け負ったが、報酬は少なく、待遇に不満を申し立てたり勤務態度が「怠惰」と見なされたりすれば、報酬を削減される。さらに持ち場は村落から僻遠の地で通勤が難しく、日々不満が高まっていた。
だが、アミ族の勤務態度に関する見解は、別の側面も存在する。日本語資料『知られざる東台湾』によれば、元来「自然児」として時間の制約のない生活を営んできたアミ族らは時間厳守の勤務体制に馴染めなかった。また、当局は隘勇に就くアミ族らの立場を案じ、隘勇それぞれには「現住所」に近い区画を担当させていた。だが彼らは「職住近接」を利用し、無断で持ち場を離れて村内で食事を摂り、あるいは勝手に狩猟に赴くなど、「勤務態度」に問題があった。そこで当局ではアミ族らを村落から離れた海岸部に配置換えしたことが、不満をあおる結果になったとされる。

### 蜂起
1908年12月13日、チカソワン社の隘勇伍長等18人が、「勤務地が村落から離れた海岸地帯」「薄給」を不満として現場から逃亡した。
さらに通日後、4名のチカソワン社隘勇が逃亡し、元来は敵対関係にあったタロコ族木瓜蕃やバトラン蕃（花蓮渓支流、木瓜渓の上流部に居住するタロコ族）を抱き込んで隘勇線を襲撃、さらに南勢アミ7社にタロコ族バトラン蕃含め、総勢2245名が連合する大暴動となった。
事態を受けた花蓮港支庁長の岩村慎吾は警察隊の派遣を試みるものの、事態の拡大に花蓮港支庁内のみでは鎮圧しきれないと判断し、花蓮港駐屯守備隊に支援を求めた。そこで綿貫歩兵中尉率いる一個小隊と警察隊が合流して現地に赴き、頭目と会見の上で説得を試みた。だが原住民の一団は15日には赤水の隘勇監督分遣場と銅門駐在所が焼討ちした上に派出所間の電話線を切断する。翌16日には守備隊と支庁長以下の警察官らが包囲されるに至った。
この折、花蓮港一帯の内地人（日本人）は約300人、本島人（漢民族）は約500人、日本人は反乱軍に包囲されて全滅するとのデマが流れる中、万が一の折は男は自決し、婦女子は賀田組所有の小舟で沖へ逃れる手はずを整えるまでに追い詰められた。だが守備隊は広歩兵大尉率いる1個中隊を出動させ、かろうじて包囲網を打破した。

### 鎮圧
一方、花蓮港における暴動の知らせを受けた森尾台東庁長は台東から急遽北上して応援に駆け付け、警部以下235名の警察隊と隘勇149名、計384名の討伐隊を結成するものの、台湾東部のみでの警察、守備隊による鎮圧は不可能と判断して台湾総督府に指示を仰いだ。時の佐久間左馬太総督は請願を受けて池内陸軍幕僚参謀を指揮官に歩兵三個中隊、山砲一個小隊、砲兵一個小隊、機関銃一個分隊からなる討伐隊を結成して急遽現地に派兵した。
また大津麟平警視総長も同日16日に基隆から奉天丸で花蓮港に上陸し、軍隊に合流した。台北庁、宜蘭庁、深坑庁、桃園庁からも警部と巡査ら90名の応援隊が駆けつけ、31日には守備隊司令官の摺澤陸軍少将も須磨 (防護巡洋艦)で上陸した。
万全の体制を整えた当局は17日から小銃と山砲をもって木瓜山腹と湖南（鯉魚潭の南方）に砲撃を加え、木瓜社とバトラン社を砲撃した。そしてウイリー事件後に敷設した隘勇線を26キロ延長し、花蓮市街北部、北埔からウイリー、チカソワン、銅門、鯉魚山の背後に迫る総延長40キロに石油発動機を据える近代的な高圧電流鉄条網を配備し、警部2名、警部補4名、巡査53名、警部補27名、隘勇149名を含め235名を配置して警備を固めた。
こうして翌年、明治42年（1909年）初頭までに計1322人が降伏した。同年2月18日に花蓮港花崗山で除隊式、並びに戦死者の追悼式を行い、19日には佐久間総督が事件の決着を内務大臣に報告した。
この事件では、日本側の死者は警部1名、巡査13名、隘勇1名、下士官以下9名、人夫3名の計27名、負傷者は27名。
対する原住民側の死者は30名とも、300名ともいう。

## 事件結果と影響
もともと台湾原住民は一枚岩の関係ではなく、互いに対立しては首狩りを行う関係だった。特にタロコ族やタイヤル族は首狩りを重要視する伝統があり、日本の官憲にも反抗的だった。一方で平地に住むアミ族は日本の官憲にいち早く「帰順」した温和な部族とされていた。そのアミ族が、元来は敵対関係にあったタロコ族を巻き込んで暴動に至った事実は当局に衝撃を与え、いきおい事後処理も厳しいものとなった。

### 銃器の押収
事件後、日本当局は帰順した原住民らに日本人犠牲者の「首級」を提出させると同時に、各社の有力者を集めて銃器の提出を徹底させた。初代花蓮港庁長・石橋亨が「わが国の制度としては軍人、警察官以外の銃器の携帯を許さず、本官すら携帯せず」と訓示することで、村田銃、モーゼル銃など2045挺を保証金交付の上で提出させた。
さらに事件から2年後の1911年までに、南勢アミの南方に位置する花東縦谷の馬太鞍、大港口（秀姑巒渓の河口付近）、台東一帯のアミ族にも銃器の提出が支持され、20040挺が押収された。
なお降伏せず逃亡した者は木瓜渓から鯉魚尾(鯉魚潭の一帯)一帯に潜伏していたが大正3年（1914年）6月のタロコ討伐までには順次帰順し、銃器125挺、弾薬194発が提出された。

### 「花蓮港庁」の設立
台湾の日本領有からまもなく台東庁が設立され、現在の台東県と花蓮県を含む、台湾東部の平野地帯を一括して管轄していた。だが本事件の初動対応の不備から「花蓮支庁を分離独立すべき」との声が上がり、時の佐久間台湾総督の承認の下で「花蓮港庁」が設立された。

### チカソワン社の解体と日本人の入植

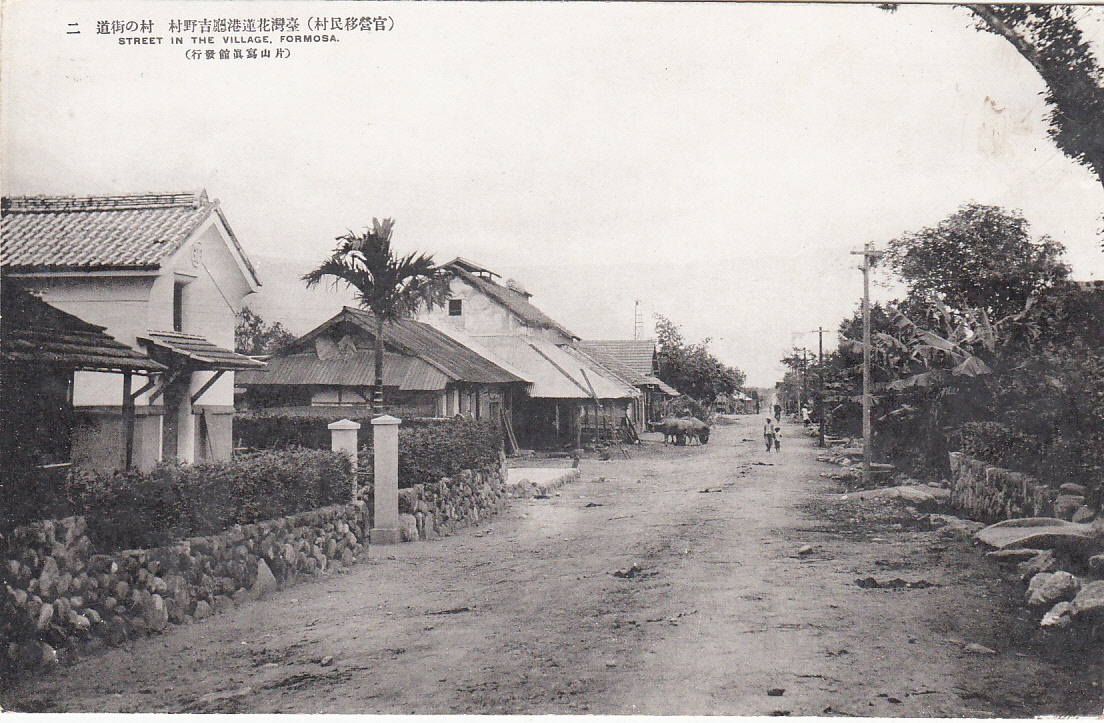
日本統治時代の「吉野村」。日本本土の農村同様、土蔵が存在する。突き上げ屋根の建築は、葉タバコの乾燥室である

南勢七社のうちで最大のアミ族集落だったチカソワン社は、事件の事後処理として解体された。村人の今後の生活再建策として、賀田組より「近隣の呉全城でサトウキビ栽培をさせたい」との申し出があったが、特定企業との関係は避けるべきとの大島久満次民政長官の意見により却下された。そこで当面案として、近隣の集落に縁故先のある291戸、791人はそれぞれの集落に移住させ、縁者のない120戸394人は大埔尾（現在の台東県鹿野一体）に移住させ、ここを「バロハイ・チカソワン社」（新チカソワン社）と命名し、移住者には台東庁から食料や農機具が支給された。
チカソワン社跡の880万坪の空き地には、官営の日本人移民村・吉野村が設立された。1909年よりチカソワン社の隣村、タウラン社に移民指導所を設けてプロジェクトを立ち上げ、翌1910年、徳島県の吉野川流域から9戸10人が入植した。「吉野」の村の名は吉野川にちなんだものである。台風やマラリア、毒蛇の害に苦しむ中でも開墾、整地に励み、台湾の気候下でも順調に育成し、日本人の好みに合った食味のジャポニカ米「吉野1号」や紫芋の一種である「アンコ藷」が開発され、昭和期には日本内地から皇族が視察に訪れるなど官営農村の成功例として評価されていた。1945年の日本敗戦時、すでに2世（湾生）の代となっていた村民らは引き揚げなど思いもよらず、中華民国政府の陳儀行政長官に在留嘆願書を提出したが、翌1946年に引き揚げ命令により日本人村民はすべて日本本土に引き上げた。「吉野」の地名は「日本的」との理由で、1948年に「吉安」と改められた。